# Comunidad San Martín de Amacayacu
San Martín de Amacayacu es una comunidad indígena perteneciente a la etnia Tikuna, situada en la región amazónica de Colombia, específicamente en el departamento del Amazonas. La comunidad se encuentra en la ribera del río Amacayacu, un afluente del río Amazonas, y es parte del resguardo indígena Ticuna – Cocama – Yagua.

## Historia
La comunidad de San Martín de Amacayacu ha mantenido un modo de vida tradicional que se ha transmitido de generación en generación. Los Tikuna, que son el grupo indígena más grande de la región, han preservado sus prácticas culturales, sociales y económicas, adaptándose al entorno natural del Amazonas. La pesca, la artesanía y la agricultura son las principales actividades económicas, y la minga es una práctica comunitaria esencial para el mantenimiento de la colectividad y la colaboración.

## Cultura y sociedad
La estructura social de San Martín de Amacayacu se basa en la organización comunitaria y la toma de decisiones democráticas durante las asambleas dominicales. La comunidad valora la preservación de sus recetas tradicionales y la transmisión de conocimientos gastronómicos a las nuevas generaciones. Además, la comunidad trabaja en estrategias de ecoturismo en colaboración con el Parque Nacional Natural Amacayacu.

## Abastecimiento
La comunidad de San Martín de Amacayacu se abastece de agua principalmente a través de la recolección de agua de lluvia, un método sostenible y adaptado a las condiciones climáticas de la región amazónica. Este sistema de captación de agua es vital para las necesidades diarias de la comunidad, incluyendo el consumo, la cocina y la higiene personal.
En cuanto a la electricidad, la comunidad cuenta con energía limitada, proporcionada por generadores que funcionan con combustible. La electricidad está disponible solo durante un horario restringido, de 18:00h a 22:00h.